# Massacre de Cholula
 (mai 2012).
Si vous disposez d'ouvrages ou d'articles de référence ou si vous connaissez des sites web de qualité traitant du thème abordé ici, merci de compléter l'article en donnant les références utiles à sa vérifiabilité et en les liant à la section « Notes et références ».
Conquête de l'Empire aztèque
Batailles
Bataille de Tehuacacinco - Massacre de Cholula - Massacre du Templo Mayor - Noche Triste - Bataille d'Otumba - Siège de Tenochtitlan
Le massacre de Cholula, du 18 octobre 1519, est un épisode de la conquête de l'Empire aztèque par Hernán Cortés, qui a lieu au cours de la marche des troupes espagnoles de Veracruz, fondée en juillet 1519, à Mexico-Tenochtitlan.
Il en résulte la mort de 5 000 à 6 000 Cholultèques en moins de six heures et la soumission des Cholultèques, jusqu'alors fidèles tributaires de l'empereur Moctezuma II, aux Espagnols.
Selon les écrits de Cortés, il s'agissait d'une action préventive, destinée à empêcher une attaque des Aztèques de la ville de Cholula où les Espagnols avaient été accueillis de façon apparemment hospitalière. Mais ce point est sujet à controverses.

## Contexte

### Le Mexique à l'arrivée de Cortés
La région du Yucatán, dans le Sud du Mexique, est peuplée de Mayas.
Le territoire correspondant Mexique central actuel est dominé par l'Empire aztèque, organisé autour de sa capitale Mexico-Tenochtitlan (au centre de l'actuelle Mexico), vers laquelle convergent les tributs des cités soumises au pouvoir des Mexicas.

### L'expédition de Cortés de Cuba à Veracruz (février-juillet 1519)
Parti en février de Trinidad de Cuba, l'escadre de Cortés débarque successivement sur l'île maya de Cozumel, puis à l'embouchure du rio Grijalva, où il soumet les Mayas du cacique Taabscob (qui entre autres lui donne la captive Malinali, dite la Malinche), puis sur l'île de San Juan de Ulúa, où il arrive le 21 avril. Le lendemain, qui est le vendredi saint, il installe son camp sur le continent face à l'île et le 9 juillet fonde à cet endroit la ville de Villa Rica de la Vera Cruz, aujourd'hui Veracruz.
Durant cette période à Vera Cruz, il rencontre des émissaires de l'empereur aztèque Moctezuma II, mais aussi des émissaires de peuples opposés aux Aztèques. Il comprend qu'il existe des antagonismes, dont il peut profiter. Il conclut notamment un pacte avec les Totonaques de Cempoala, qui sont des tributaires de l'empire.
Après la fondation de la ville, il décide de partir à Tenochtitlan pour rencontrer Moctezuma et obtenir sa soumission au roi de Castille et d'Aragon, Charles Quint.

### La marche vers Tenochtitlan
Sur le chemin, il affronte les Tlaxcaltèques, pourtant ennemis des Aztèques. Après de violents combats, il réussit à convaincre leurs chefs, notamment Xicohténcatl Huehue, Maxixcatzin, Citlalpopocatzin, Hueyolotzin, de s'allier à lui. Ils se convertissent au christianisme et offrent des femmes aux Espagnols en signe d'amitié et de soumission.
Des messagers de Moctezuma Xocoyotzin arrivent peu après la fin des négociations avec des présents (or, tissus ornés de fins plumages), afin de convaincre les Espagnols de venir à Cholula, cité tributaire des Aztèques, où l'hébergement, sous la protection du huey tlatoani[Qui ?], leur est promis.
L'intention de Moctezuma est d'éviter l'alliance des Espagnols et des Tlaxcaltèques, mais ses émissaires sont arrivés trop tard.
Selon le chroniqueur tlaxcaltèque Diego Muñoz Camargo, les Tlaxcaltèques envoient à Cholula un ambassadeur, Patlahuatzin, qui a pour mission de demander aux chefs cholultèques d'envoyer un ambassadeur à Cortés. Mais la réponse est négative et Patlahuatzin se fait écorcher le visage et les avant-bras, des mains jusqu'au coude, avant que ses mains ne soient coupées. Indignés, les Tlaxcaltèques demandent à Cortés de les aider à se venger, ; Diego Muñoz Camargo prétend que les Tlaxcaltèques ont affirmé qu'un tel traitement envers un émissaire était inédit, alors qu'il existe de nombreux témoignages d'écorchement rituel et d'écorchement d'ennemis en Mésoamérique et chez les Aztèques, à tel point qu'on en retrouve la trace dans la légende-même de la fondation de la cité de Mexico-Tenochtitlan, à travers l'écorchement de la fille d'Achitómetl (tlatoani de Culhuacan ayant insidieusement attribué aux futurs Mexicas une zone aride de Tizapan, presque inhabitable, où ils s'installent temporairement avant de trouver l'emplacement définitif de leur cité).
Pourtant, devant l'insistance des messagers de Moctezuma, Cortés accepte de se rendre à Cholula, malgré l'avis défavorable des Tlaxcaltèques qui redoutent une tromperie de la part des Mexicas et des Cholultèques.
Cortès part donc à Cholula avec ses troupes, mais aussi celles de ses alliés tlaxcaltèques et de ses alliés totonaques. Près de Cholula, il retrouve les unités de Pedro de Alvarado et Bernardino Vázquez de Tapia envoyés en reconnaissance.

## Cortés à Cholula

### L'accueil des Espagnols à Cholula
Un petit cortège cholultèque vient au devant de Cortés, entre autres le tlaquiach et le tlachiac, les deux principaux dirigeants de Cholula. Après avoir offert les présents d'usage, ils accueillent les Espagnols et les Totonaques, mais refusent au Tlaxcaltèques l'entrée dans la ville, en raison de leur inimitié avec ce peuple.
Cortés accepte cette exigence et ordonne aux Tlaxcaltèques de camper en dehors de la ville. Seuls les Espagnols, les Totonaques et quelques tamemes (es) (porteurs) tlaxcaltèques entrent dans Cholula.
Dans sa seconde lettre de relation adressée à Charles Quint, Cortés décrit Cholula comme une grande ville avec plus de 20 000 habitations et plus de 400 tours (en fait des pyramides).

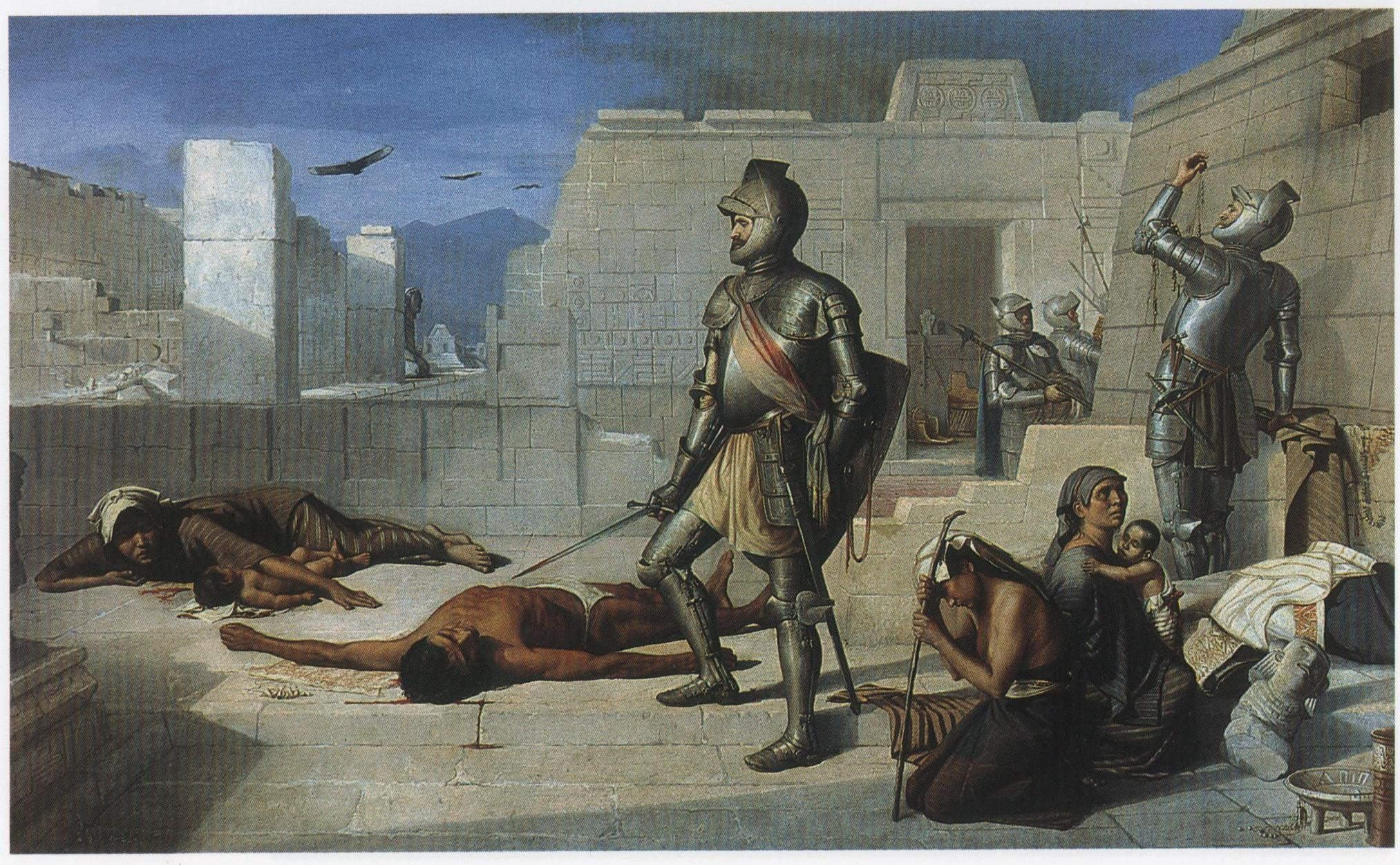
Illustration du massacre de Cholula par Félix Parra, peinture de 1877.

### Les conséquences du massacre
Les survivants se soumettent à Cortés.

## Controverses sur les motifs du massacre
Selon plusieurs témoignages concordants, en particulier selon les chroniques de Bernal Díaz del Castillo et les rapports officiels d'Hernán Cortés à son roi Charles Quint, ce massacre aurait été ordonné pour éviter que les troupes espagnoles ne succombent à une embuscade. Selon cette version, Moctezuma avait envoyé un escadron de 20 000 guerriers mexicas près de la cité pour attaquer les Espagnols par surprise. Selon Bernal Diaz del Castillo, ces plans auraient été révélés aux Espagnols par diverses sources. Ce sont d'abord les Cempoaltèques et Tlaxcaltèques qui remarquent les fossés, pieux, palissades et autres défenses érigées dans la ville, ainsi que l'agitation des habitants. Ils en informent Cortés et celui-ci convoque les principaux prêtres, qui finissent par lui révéler les plans de l'embuscade et la présence de nombreux guerriers Mexicas, tant dans les maisons qu'aux alentours de la cité. L'auteur mentionne aussi le rôle de l'Indienne Malintzi, maîtresse de Cortés et interprète, qui aurait été elle-même avertie par l'épouse d'un capitaine de Cholula, prise de remords à l'idée que la jeune femme serait tuée en même temps que les Espagnols.
Selon d'autres témoignages, que Michel Graulich qualifie de « pro-aztèques » et dont il critique la fiabilité, ce sont les soldats de Tlaxcala qui complotèrent pour obtenir le massacre de leurs ennemis de Cholula.
Enfin, selon le témoignage ultérieur d'un conquistador ennemi de Cortés, Vázquez de Tapia (es), en 1529, amplement repris ensuite par les défenseurs des indigènes, Hernán Cortés aurait ordonné le massacre de plusieurs milliers de porteurs, sans avoir été sous la menace d'une attaque indigène. Cette version n'est cependant pas crédible : en effet, outre le fait qu'un tel massacre aurait été contraire aux intérêts de Cortés, Vázquez de Tapia a lui-même contredit cette version, entre 1542 et 1546, en écrivant dans un document administratif, pour faire valoir auprès du roi les services qu'il a rendus, que le massacre était justifié par la menace imminente de troupes mexicas et les traitements hostiles réservés par les habitants de Cholula aux Espagnols.

## Suites
Cortés arrive finalement à Tenochtitlan en novembre. Les choses se passent bien dans un premier temps.

#### Textes et témoignages
- Hernán Cortés (trad. Désiré Charnay), La découverte du Mexique, Paris, La Découverte, 1996, 453 p. (ISBN 2-7071-2575-X).
- Bernal Díaz del Castillo (trad. de l'espagnol par Denis Jourdanet), La Conquête du Mexique, Arles, Actes Sud, 1996, 809 p. (ISBN 2-7427-0990-8)Chapitre LXXXI de l'Histoire véridique de la conquête de la Nouvelle-Espagne (texte original en ligne).

#### Ouvrages historiques
- Biographies de Cortès (page Hernán Cortés)
- Michel Graulich, Montezuma : L'apogée et la chute de l'empire aztèque, Paris, Fayard, 1994, 520 p. (ISBN 2-213-59303-5).
- Hugh Thomas, La conquête du Mexique, Éditions Robert Laffont, coll. « Bouquins », 2011